# Rijksstad Reutlingen
De rijksstad Reutlingen (Duits: Reichsstadt Reutlingen, vroeger Reütlingen) was van de hoge middeleeuwen tot 1803 een rijksstad binnen het Heilige Roomse Rijk. In 1500 werd de stadstaat ingedeeld bij de Zwabische Kreits.

## Geschiedenis
Reutlingen krijgt zijn eerste marktrechten in 1182 van keizer Frederik I en uitgebreidere stadsrechten in 1209 van keizer Otto IV. De stad ontwikkelt zich tot een vrije rijksstad. In 1526 wordt de Reformatie ingevoerd.
In 1802 wordt Reutlingen door Württemberg geannexeerd. In de Reichsdeputationshauptschluss van 25 februari 1803 wordt in paragraaf 6 de inlijving bij het nieuwe keurvorstendom Württemberg officieel.
Tot het gebied van de rijksstad behoorden ook Betzingen, de heerlijkheid Alteburg en de gasthuis-dorpen Ohmenhausen, Stockach en Wannweil.